# Iglesia de San Pedro (Zúrich)

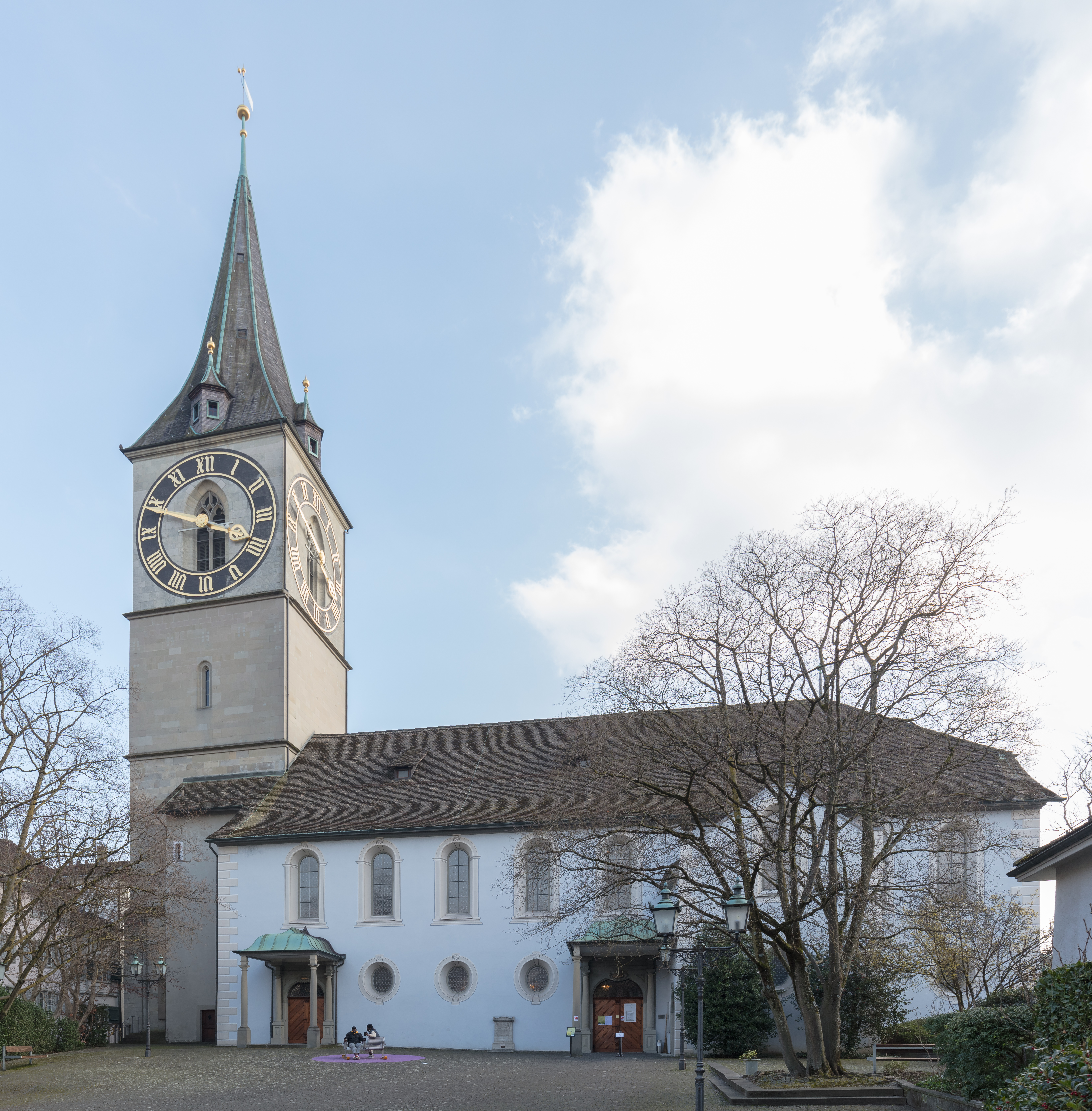
San Pedro de Zúrich.

La iglesia de San Pedro (en alemán: Peterskirche) es una de las cuatro principales iglesias del Zúrich antiguo. Las otras tres son el Grossmünster, la Fraumünster y la Predigerkirche.
Está situada junto a Lindenhof, la antigua fortaleza romana en el mismo espacio donde antes se levantaba un templo dedicado a Júpiter. Los arqueólogos han encontrado vestigios de una pequeña iglesia de 10 por 7 metros de los siglos VIII o IX. Este primer edificio fue sustituido en torno al año 1000 por una iglesia de estilo románico temprano. En 1230 esta iglesia fue reemplazada por otra de estilo románico tardío aunque todavía se conservan partes de la primera. La nave principal fue reconstruida en 1460 en estilo gótico. El primer alcalde de Zúrich, Rudolf Brunn, fue enterrado aquí en el año 1360.  Aquí también trabajaron los famosos teólogos Johann Caspar Lavater y Leo Jud (1522-1542), un amigo cercano de Ulrich Zwingli, su sucesor fue Rudolf Gwalter, el yerno de Zwingli y sucesor de Heinrich Bullinger como Antistes (Superior de la iglesia reformado de Zúrich). Uno de sus más afamados pastores en el siglo XX fue el teólogo Adolf Keller (1909-1923).
San Pedro fue restaurada en profundidad entre 1970 y 1975. El reloj de la torre tiene un diámetro de 8,7 metros, por lo que es uno de los relojes murales mayores del mundo. Las campanas datan de 1880.
Hasta 1911 el campanario, uno de los más altos de Zúrich, era utilizado para la vigilancia contra incendios. Curiosamente, el campanario de la iglesia pertenece al ayuntamiento de Zúrich y el resto del templo a la Iglesia suiza reformada.